# یواس‌اس پرووایدنس (سی‌ال-۸۲)
یواس‌اس پرووایدنس (سی‌ال-۸۲) (به انگلیسی: USS Providence (CL-82)) یک کشتی بود که طول آن ۶۱۰ فوت ۱ اینچ (۱۸۵٫۹۵ متر) بود. این کشتی در سال ۱۹۴۴ ساخته شد.